# قرة قشلاق (كوثر)
قرة قشلاق هي قرية في مقاطعة كوثر، إيران. عدد سكان هذه القرية هو 338 في سنة 2006.